# Hal Kemp
James Hal Kemp (27 de marzo de 1904 – 21 de diciembre de 1940) fue un intérprete de saxofón alto, clarinetista, director de orquesta, compositor y arreglista de jazz. Nació en Marion, Alabama, y murió en Madera, California, tras un accidente de auto. Sus grandes éxitos fueron "Got A Date With An Angel", "Heart Of Stone", "Lamplight", "The Music Goes 'Round And Around", "You're The Top", "Bolero", "Gloomy Sunday", "Lullaby Of Broadway", entre muchos otros.

## Carrera
En la Universidad de Carolina del Norte en Chapel Hill, formó su propio grupo de jazz con otros estudiantes, el Carolina Club Orchestra. La banda grabó para la Columbia Graphophone de Inglaterra y Pathé Records en 1924-5. Este grupo estuvo de gira por Europa en el verano de 1924, bajo el patrocinio del popular violinista y director de orquesta Paul Specht. Kemp regresó a la UNC en 1925 y reorganizó su banda con futuras estrellas como John Scott Trotter, Saxie Dowell, y Skinnay Ennis. Para 1926, él era parte de la fraternidad musical Phi Mu Alpha Sinfonia, instalada en el campus de Carolina en febrero de ese año. En 1927 Kemp le cedió el liderazgo de la orquesta al también estudiante Kay Kyser y se convirtió en profesional. Él y Kyser mantuvieron una cercana amistad por el resto de la corta vida de Kemp. La banda de Hal se basó en Nueva York, e incluyó Trotter, Dowell, y Ennis, y unos años más tarde los trompetistas Bunny Berigan y Jack Purvis se unieron al grupo. Su sonido característico era el ritmo de "jazz universitario" popular en la época. Kemp realizó una nueva gira por Europa en el verano de 1930. Esta banda grabó con regularidad para Brunswick, la inglesa Duophone, Okeh y Melotone.
En 1932, durante el punto más álgido de la Gran Depresión, Kemp decidió llevar a la banda en una dirección nueva, cambiando el estilo de la orquesta a aquel de una banda de baile (a menudo referida erróneamente como "dulce"), utilizando trompetas con sordina, clarinetes tocando notas bajas sostenidas en unísono a través de megáfonos grandes (una versión temprana del efecto de la cámara del eco), y un piano de octava doble.
Una de las principales razones para el éxito de la orquesta fue el arreglista John Scott Trotter. El cantante Skinnay Ennis tenía dificultad para mantener las notas, así que Trotter tuvo la idea de llenar esos huecos con trompetas tocando staccatos triples. Esto le dio a la banda un sonido único, que Johnny Mercer comparó en broma con el sonido de una "máquina de escribir". Los saxos tocaban pasajes inusualmente difíciles, lo que les ganó los elogios de sus colegas músicos. Los vocalistas de la banda durante la década de 1930 incluían a Ennis, Dowell, Bob Allen, Deane Janis, Maxine Gris, Judy Starr, Nan Wynn, y Janet Blair. Durante la década de 1930, Kemp grabado para los sellos Brunswick, Vocalion y RCA Victor. La banda de Hal fue una de las más populares en la década de 1930 y a menudo apareció en la radio, en programas como "The Lucky Strike Magic Carpet Show" (1932, NBC), "Midnight Flyers" (1932-1933, NBC), "Penzoil Parade of Melodies" (1933, CBS), "Lavena" (transcrito, 1934), "Eno Penthouse Party" (1934-1935, NBC), "Jarmin Shoe Program" (1935, NBC), "Phil Baker-Good Gulf Oil Program" (1935-1936, NBC), "Gulf Oil-Studebaker Show" (1936, NBC), "Lady Esther Serenade" (1936, NBC), "Chesterfield Time" (aka "Music from Hollywood") (1937, CBS), "Time to Shine" (1938-1939, CBS), y, literalmente, miles de emisiones sin auspiciar. La banda también apareció en numerosos cortometrajes, así como en la película de la RKO, "Radio City Revels" de 1938.
El 19 de diciembre de 1940, mientras conducía de Los Ángeles a una actuación en San Francisco, su auto chocó frontalmente con un camión. Kemp se rompió una pierna y varias costillas, una de las cuales le perforó un pulmón. Él contrajo neumonía en el hospital y murió dos días más tarde.
Kemp y su banda introdujeron o popularizaron numerosas canciones, incluyendo "Got a Date With an Angel", "Lamplight", "Heart of Stone", "There's a Small Hotel" y "Three Little Fishies" (escrita por el saxofonista Saxie Dowell). Art Jarrett asumió el liderazgo de la orquesta en 1941.

## Éxitos número uno
En 1936, Hal Kemp fue número uno durante dos semanas con "There's a Small Hotel" y dos semanas con "When I'm With You". En 1937, su versión de "This Year's Kisses" fue número uno durante cuatro semanas, y "Where or When" fue número uno durante una semana. Se debe tomar en cuenta que es casi imposible hacer una compilación debido a que entonces no habían estadísticas fiables. Esta lista, probablemente tomada de un libro escrito por Joel Whitburn, no debe ser tomada como la verdad absoluta, especialmente ya que ninguna de las grabaciones mencionadas, a excepción de "Where Or When", fueron reeditadas en más de 50 años luego del fallecimiento de Kemp, ni se les menciona en entrevistas o artículos de periódicos/revistas de la época, y por último, estos rara vez fueron interpretados (de haberlo sido) en radio por Kemp.

## Composiciones
Hal Kemp composiciones incluyen "Blue Rhythm", "In Dutch with the Duchess", "Five Steps to Love", "Off the Beat", and "Workout". Su hermano T. D. Kemp, Jr., y su hermana Marie Kemp-Dunaway, en colaboración con el director de orquesta Blanquito Kaufman, escribió: "Hurry Back, Old Sweetheart of Mine", la que fue una de las primeras tonadas grabadas por Kemp. En contraposición a la creencia popular, Kemp no compuso su canción característica "(How I'll Miss You) When the Summer is Gone", sino que compró los derechos de la canción en 1937. Además, no hay ninguna evidencia de que él compusiera "The Same Time, The Same Place".

## Honores
El señor Kemp se unió a la sede de Charlotte de la Orden de DeMolay, el 9 de junio de 1922. el 1 de mayo de 1935, el Gran Consejo de la Orden de DeMolay anunció que el Sr. Kemp había sido designado para su más alto honor, la Legión de Honor, por su distinguido liderazgo en un campo de la actividad. En 1992, Hal Kemp fue admitido en la Big Band and Jazz Hall of Fame.[cita requerida]